# Synagoga w Rzeżycy
Synagoga w Rzeżycy (łot. Rēzeknes sinagoga) – drewniana synagoga znajdująca się w Rzeżycy na Łotwie, przy Krāslavas iela 5.
Synagoga została zbudowana w 1909 roku jako jednopiętrowy drewniany budynek z dwuspadowym dachem. Obecnie mieści szkołę oraz dom kultury.